# Michael Næsted Nielsen
Michael Næsted Nielsen (født 31. marts 1961 i Gedser) er en dansk romanforfatter, digter og foredragsholder.

## Baggrund
Næsted Nielsens far er pensioneret maskinchef, og hans mor var hjemmegående og senere børnehaveleder, inden hun døde i 2000. Forældrene blev skilt i en tidlig alder, og han flyttede med moren til Møn, hvor han voksede op. Senere også i Faxe Ladeplads. Efter at have gået på tre forskellige skoler tog han en realeksamen i 1978 fra Stege Skole og havde 1978-1979 et otte måneders ophold på Ungdomsskolen ved Ribe. I 1981 tog han hf-eksamen fra Vordingborg Gymnasium, og i 1990 blev han uddannet cand.scient. i biologi og geografi fra Københavns Universitet. Han bor i dag på Falster.

## Karriere
Han debuterede i 1990 med digtsamlingen Tusmørkelyd, men nåede alligevel at arbejde fire år med miljøkontrol i Miljø- og Levnedsmiddelkontrollen[kilde mangler] i en stilling som biolog, inden han i 1995 sagde op og blev forfatter på fuld tid. Næsted Nielsens forfatterskab omfatter over 80 bøger, der tæller godt 60 romaner for børn og unge, noveller for voksne, 11 digtsamlinger og forskellige antologier. Bøgerne for børn og unge især er både spændende, dramatiske og ofte uhyggelige, og mange af bøgerne tager udgangspunkt i virkelige historiske hændelser, f.eks. 1. verdenskrig, 2. verdenskrig, Titanics forlis, vikingetiden, slaveri i det Osmanniske Rige frem til i dag, svenskekrigene 1657-1660, krigen om England, bombardementet af København, reformationen i Danmark og den franske revolution. Dele af forfatterskabet udgøres desuden af letlæsningsbøger, der er egnede til læsetræning for børn, unge eller voksne med læsevanskeligheder, og han arbejder derudover som foredragsholder og oplæser på især folkeskoler, højskoler og gymnasier.
Næsted Nielsen er medlem af Aarestrupselskabet og foreningen StORDstrømmen, der er en interessegruppe under Dansk Forfatterforening for forfattere, illustratorer, dramatikere og fortællere i Sydsjælland, og på Lolland, Falster og Møn. I oktober 2018 overtog han posten som formand for StORDstrømmen.[kilde mangler]

## Forfatterskab
- Tusmørkelyd, digte, Gallo 1990
- Sinyahtas Tegn, roman, Mondrup 1990
- Ørkenens Forbandelse, roman, Brage 1991
- Skyggespil, digte, Brage 1991
- Todusin, antologi, Brage 1991
- Drømmen om i morgen, digte, Facet 1992
- I et land langt borte, roman, Facet 1993
- En drøm om sult, digte, Facet 1993
- Verden i mig selv, novelle, Astra 1993
- Frihed, antologi, Ar-litt Jylland 1994
- Jack the Ripper, roman, Hansen 1994
- Solsyner, digte, Facet 1996
- Trældrengen Runulf, roman, Tommeliden 1996
- Drengene fra Berlin, roman, Tommeliden 1997
- Krusning, digte, Lancelot 1997
- Linjedans, digte, Gallo 1997
- Drømmedage, digte, Netbogklubben 1998
- Året – et dødeligt forløb, digte, Netbogklubben 1998
- Den jeg drømte om, digte, Netbogklubben 2000
- Ravnens Tid, roman, Netbogklubben 2000
- Ild og Våde, roman, Cadeau 2001
- Pjaltedrenge, roman, Højers forlag, 2002
- Genfærdet på Munkholm Slot, roman, Cadeau 2002
- Tyven fra Rue Térèse, roman, Cadeau 2002
- Digtsamling om 11. september 2001, Uldum Apotek 2002
- Djævlemærket, roman, Cadeau 2003
- Blodmåne over Leningrad, roman, Cadeau 2003
- Spøgelset fra den sorte mose, roman, Cadeau 2004
- Revolutionens Børn, roman, Facet 2004
- Genfærdet fra pestkirkegården, roman, Cadeau 2005
- Den ildrøde nat, roman, Facet 2005
- Mørkets tid, roman, Facet 2005
- Kong Louis den døde, roman, Facet 2006
- Dødslejren, roman, Cadeau 2006
- I pestens skygge, roman, Cadeau 2006
- Ekko fra dybet, roman, Facet 2007
- Hvor er liget?, roman, Cadeau 2007
- Ekko fra et spøgelse, roman, Cadeau 2007
- Nattens Folder, digte, Lifli.dk 2007
- Sommerfugle, digt, Lifli.dk 2007
- Mordet i skoven, roman, Facet, 2007
- I skyggen af en morder, roman, Cadeau 2008
- Døden fra Milano, roman, Cadeau 2008
- De døde i den tågede by, roman, Cadeau 2008
- Børnemordet i Berlin, roman, Facet 2009
- Jaget i mørket, roman, Cadeau 2009
- Genfærdet i præstegården, Cadeau 2009
- Hvem lytter i mørket, Facet 2009
- Til aske skal du blive, Cadeau 2009
- Blodvinter, Cadeau 2009
- De hjerneløses kirkegård, Facet 2010
- Blodspejlet, roman, Cadeau 2010
- Mordet i kælderen, Cadeau 2010
- Adacio – slaven fra Firenze, Calibat 2013
- Dæmonen fra Helvede, Facet 2014
- Den hemmelige kirkegård, Facet 2014
- Satans tjener, Facet 2014
- Adacio – haremsdreng, Calibat 2014
- Dødsklokken, Facet 2015
- Det sorte fængsel, Facet 2015
- StORDstrømmen antologi, Ravnerock 2015
- Foranderlighed, antologi, Gallo 2015
- Well Come, Sydhavsøerne rundt med ord og billeder, Saxo Publish 2016
- Den sorte måne, roman, mellemgaard 2017
- Ravnens tid – kongens trælle, roman, mellemgaard 2017
- Det Onde Hus, roman, mellemgaard 2018